# Cordilheira de Zagros

Mapa topográfico do Irão, com as montanhas de Zagros.

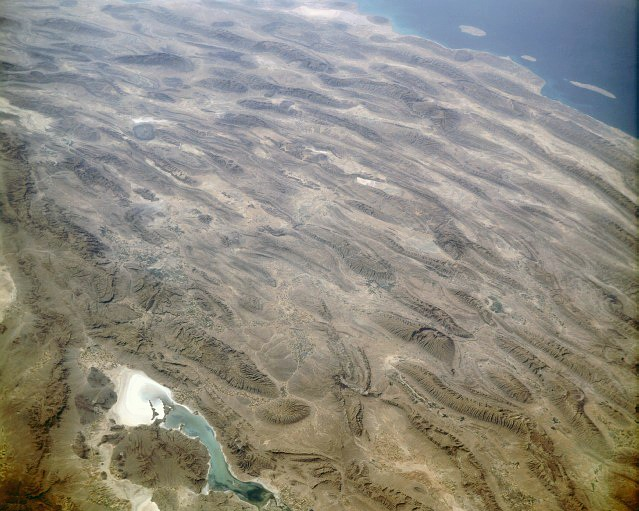
A cordilheira de Zagros vista do espaço, em 1992.

A Cordilheira de Zagros (em persa: رشته كوه زاگرس, assírio: ܛ ܘ ܪ ܙ ܪ ܓ ܣ, curdo: زنجیرهچیاکانی زاگرۆس, luri: کو یه لی زاگروس, árabe: جبال زغروس) são as mais altas cordilheiras no Irã e no Iraque. Com uma extensão total de 1 500 km a partir do noroeste do Irã, e aproximadamente correlacionando-se com a fronteira oeste do Irão, a Cordilheira de Zagros abrange toda a extensão oeste e sudoeste do planalto iraniano e termina no estreito de Ormuz. Os pontos mais elevados nas montanhas Zagros são Zard Kuh (4 548 m) e Dena (4 359 m). O maciço de Hazaran, na província iraniana de Kerman, constitui um outlier oriental da cordilheira, o Jebal Barez alcançando o Sistão.